# St. Trinitatis (Guthmannshausen)

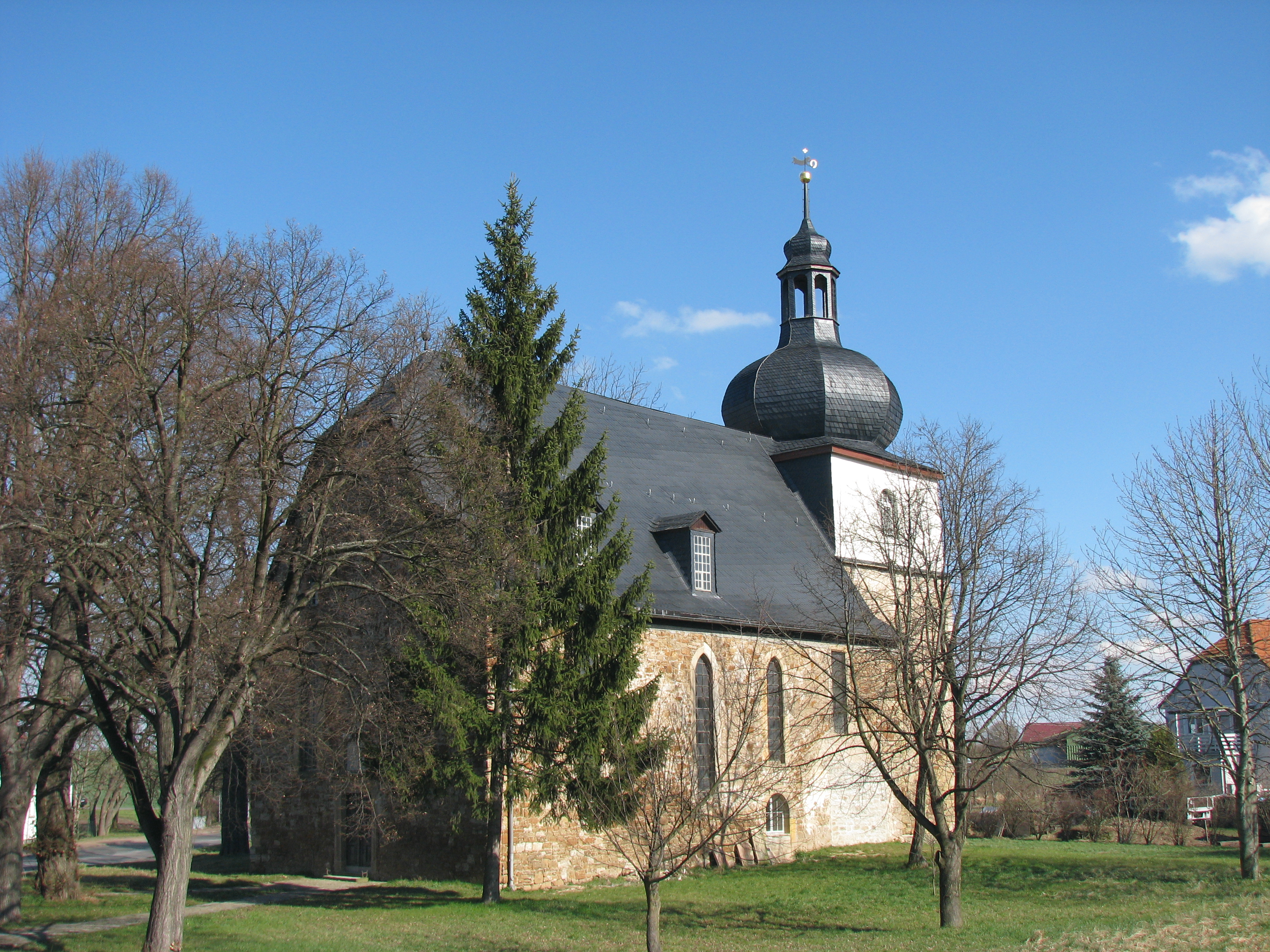
Guthmannshausen, St. Trinitatis

Die evangelisch-lutherische Dorfkirche St. Trinitatis steht in der Hauptstraße 225 von Guthmannshausen, einem Ortsteil der Landgemeinde Buttstädt im Landkreis Sömmerda in Thüringen. Die Kirchengemeinde Guthmannshausen gehört zum Pfarrbereich Rastenberg im Kirchenkreis Apolda-Buttstädt der Evangelischen Kirche in Mitteldeutschland.

## Geschichte
Am Anfang des 8. Jahrhunderts wird Guthmannshausen erstmals erwähnt. Nach der fast völligen Zerstörung im Dreißigjährigen Krieg, wurde die neue Pfarrkirche St. Trinitatis 1687 neu errichtet. Der Chorturm, der von der ehemaligen Kirche noch stand und aus dem Hochmittelalter stammte, konnte stehen bleiben und war nun ein Teil der neuen Kirche. Eine Brandkatastrophe zerstörte das Dorf 1793. Die Kirche konnte jedoch gerettet werden. Eine Gedenktafel von 1893 über dem Portal erinnert daran.

## Beschreibung
Die Kirche hat einen eingezogenen Chorturm. Das Kirchenschiff ist mit einem verschieferten Krüppelwalmdach bedeckt. An der Ostseite des Chors befindet sich ein Bogenfenster, an der Südseite sind nur Reste eines zweiten vorhanden. Alle Spitzbogenfenster und die Rundbogenportale an den Langseiten des Kirchenschiffes sind aus der Erbauungszeit. Das Mittelschiff der Emporenhalle ist mit einem verputzten Muldengewölbe überspannt. Seine Widerlager sind mit Stuck verziert. Die Emporen sind in den Seitenschiffen zweigeschossig, ihre Brüstungen sind reich verziert. Ein drittes Emporengeschoss wurde im Westen des Mittelschiffes im 18. Jahrhundert eingebaut.

## Ausstattung
Die Kirchenausstattung der Erbauungszeit wurde nur geringfügig verändert. Das bauzeitliche Kirchengestühl ist vielgestaltig verziert. Im Chor steht ein aufwendiger barocker Kanzelaltar mit dreizonigem, gestaffeltem Prospekt. Er wurde von Jakob Zaubitzer aus Gaberndorf 1709 gebaut. An der unteren Zone sind Palmen mit gewundenen Stämmen. In der mittleren, von sehr schlanken Säulen gegliederten Zone befindet sich der Kanzelkorb mit den Schnitzfiguren des Christus Salvator und der Evangelisten. Er wird flankiert von muschelförmigen Nischen mit den Skulpturen von Mose und Maleachi. Außerdem ist ein spätmittelalterliches Kruzifix mit ausgezehrtem Leib des Gekreuzigten erhalten. Ein steinernes Taufbecken stammt von 1603, ein Fragment eines knienden Taufengels aus dem 18. Jahrhundert und ein kelchähnliches, frühklassizistisches Taufgestell von 1787.
Die Orgel mit 22 Registern, verteilt auf 2 Manuale und Pedal, wurde um 1880 von Emil Heerwagen gebaut. Der Orgelprospekt ist neugotisch.